# Pamphill
Pamphill – wieś i civil parish w Anglii, w hrabstwie ceremonialnym Dorset, w dystrykcie (unitary authority) Dorset. Leży 32 km na wschód od miasta Dorchester i 154 km na południowy zachód od Londynu.